# Heinz Sombold
Heinz Sombold foi um engenheiro alemão conhecido por desenvolver uma aeronave protótipo, a Sombold So 344, uma concepção de emergência na fase final da Segunda Guerra Mundial, durante a altura que a Alemanha sofria bombardeamentos dia após dia por parte dos aliados.